# Gypsochroa subgallica
Gypsochroa subgallica är en fjärilsart som beskrevs av Le Moult 1948. Gypsochroa subgallica ingår i släktet Gypsochroa och familjen mätare. Inga underarter finns listade i Catalogue of Life.